# Laval Egyetem
A Laval Egyetem (franciául: Université Laval, ULAVAL) Amerika egyik legrégebbi egyeteme, Kanada egyik legnagyobb kutatóegyeteme, székhelye Quebec Cityben van.

## Története
Alapítási éve 1663, s kezdetben a kanadai-francia papság irányította. Ma állami egyetem, amelyet nagyrészt a québeci oktatási minisztérium finanszíroz. Ez egyben Amerika legrégebbi frankofón egyeteme és Kanada hatodik legrégebbi egyeteme. A Laval nevű aszteroidát (14424) róla nevezték el 2003-ban.

### Alapítása
Québec első katolikus püspöke, François de Montmorency-Laval, aki „de Laval”-nak nevezte magát, XIV. Lajos jóváhagyásával megalapította a Québeci Szemináriumot Új-Franciaországban. Királyi hozzájárulással 1852-ben átnevezték Université Lavalra, amely 1878-ban fiókegyetemet nyitott Montréalban, és 1919-ben a Montréali Egyetem lett. A Laval Egyetem az észak-amerikai kontinens francia nyelvű oktatásának univerzális központjává fejlődött.

### Az egyetemi vezetés

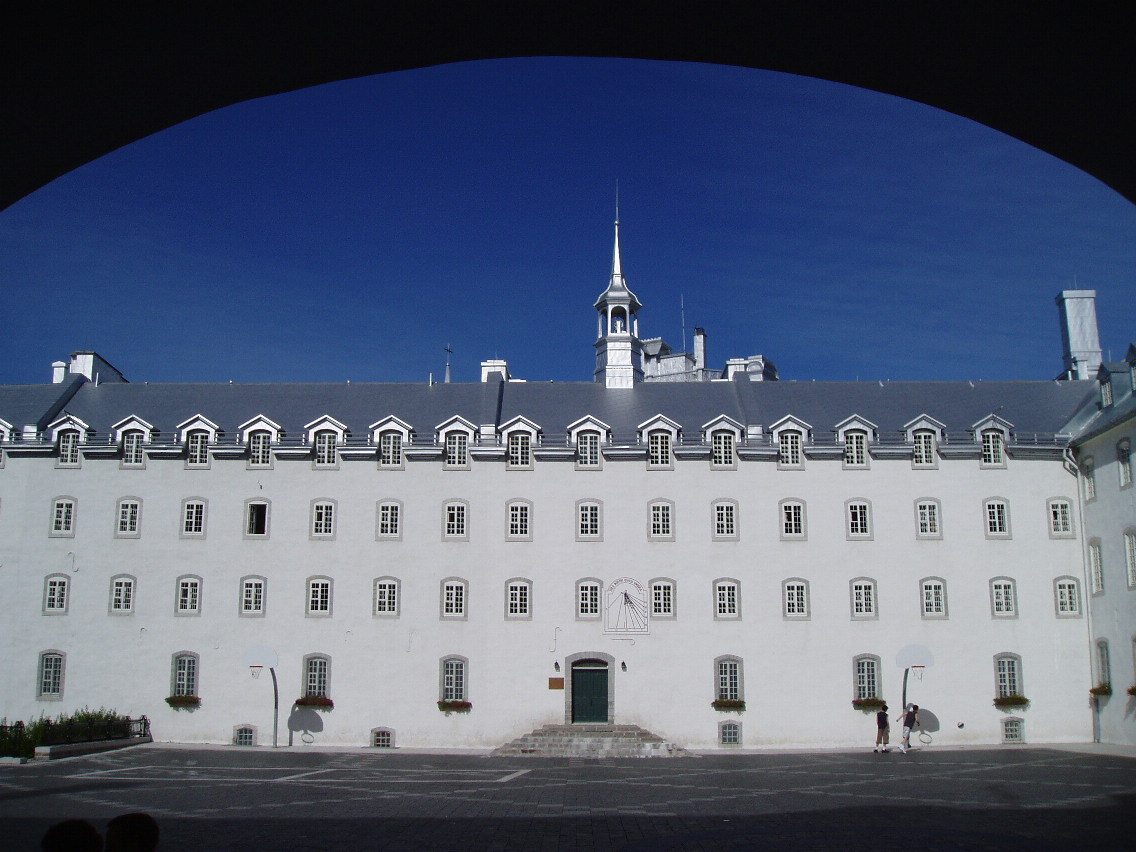
A Szeminárium a városközpontban

1991-ben kétkamarás testületet hoztak létre az egyetem irányítására, amely akadémiai tanácsból és egy vezetői csoportból áll. A rektort ötévente választják, és csak egyszer lehet újraválasztani.
Az irányító testületek a következőkből állnak:
- egyetemi igazgató
- az egyetem rektora
- hat alelnök, különböző felelősségi területekkel
- főtitkár
- egy igazgatóhelyettes

## A campus

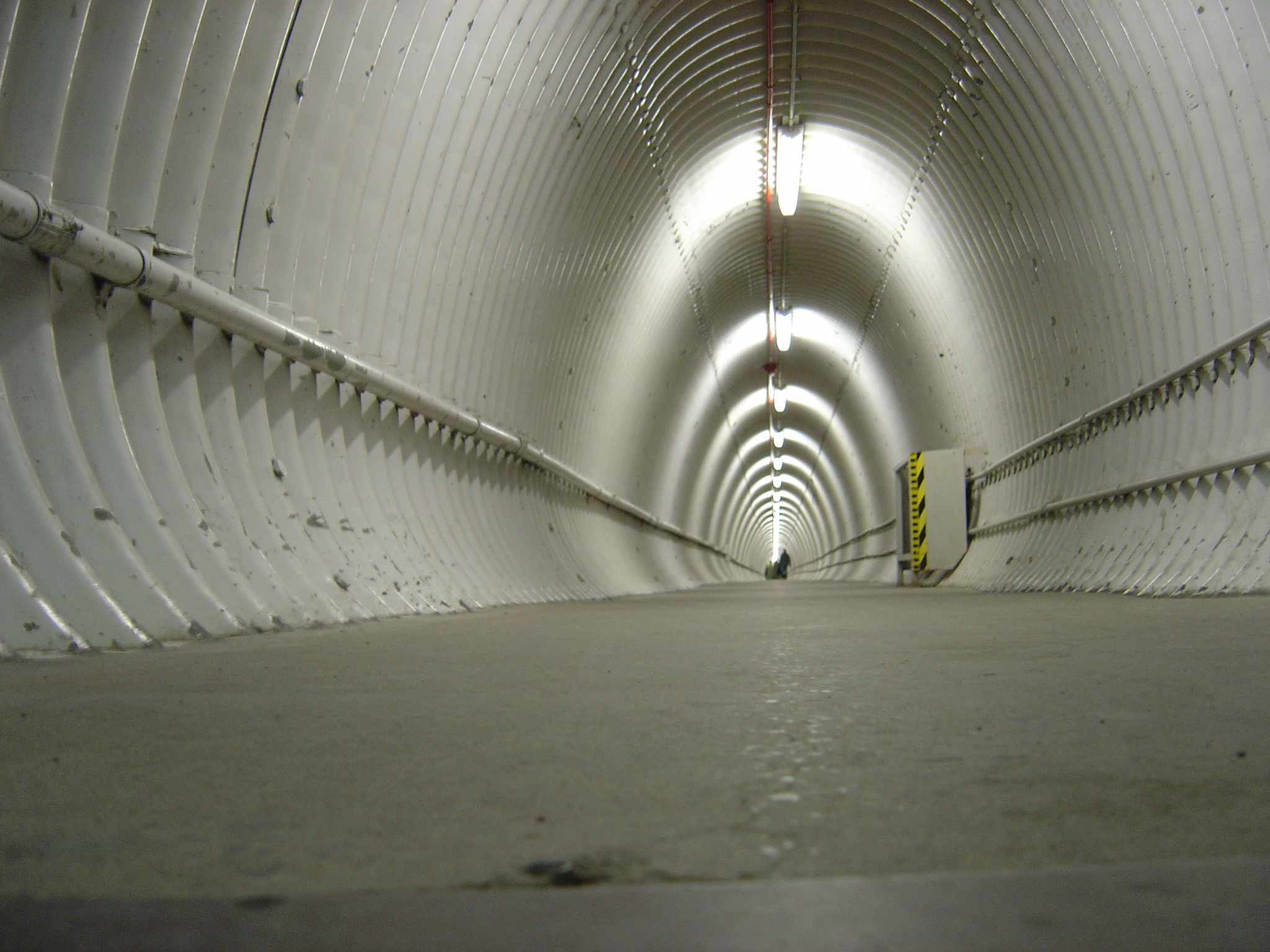
A gyalogos alagút

Az egyetemi campus több mint 1,2 km²-en terül el, amelyen 30 épületegyüttes és pavilon áll. Ezeket egy 10 km hosszú gyalogos alagútrendszer köti össze. Az egyetem alatti alagútépítés elsősorban az egyetemi tagok mobilitását hivatott biztosítani a kemény québeci tél idején. Hasonló konstrukciók találhatók Montréalban, Torontóban és más kanadai egyetemeken.
A négy lakótérben 2300 diák fér el, és van egy nagy társadalmi és gazdasági komplexum is, az Alphonse-Desjardins/Maurice-Pollack épület. Ezen túlmenően az egyetem tulajdonában vannak egyes épületek Québec városában, amelyek célja a közösséggel való kapcsolattartás, beleértve az Építészeti Iskolát és a „Vizuális Művészeti Iskolát”.

## Kutatás és nemzetközi együttműködés
A kutatás és a nemzetközi együttműködés fontos szerepet játszik az oktatási megbízatás teljesítésében. Az egyetemnek 125 kutatóintézete van, amelyekben körülbelül 1200 professzor dolgozik. Az egyetem a Kanadai Nemzetközi Fejlesztési Központ fő partnere is.
Az egyetem csereprogramokat tart fenn a Mannheimi Egyetemmel, a Müncheni TU-val, a Passaui Egyetemmel, az FU Berlin-vel, a Hamburgi Egyetemmel és a WHU – Otto Beisheim Menedzsment Karral.

## Alkalmazottak és hallgatók
2018-ban több mint 43 000 diplomás képzési célú hallgató tanult az egyetemen mintegy 500 képzési tárgyban és programban. Közülük több mint 6000 külföldi diák volt, és több mint 1000 diák Kanada többi tartományából származott.
Körülbelül 3200 professzor (vendégprofesszor is) és más tanár, valamint több mint 9600 teljes és részmunkaidős alkalmazott felügyelte őket.
2016–2017-ben 5557 alapképzési, 2197 mesterképzési és 345 doktori fokozatot adtak ki.
- Jogi kar

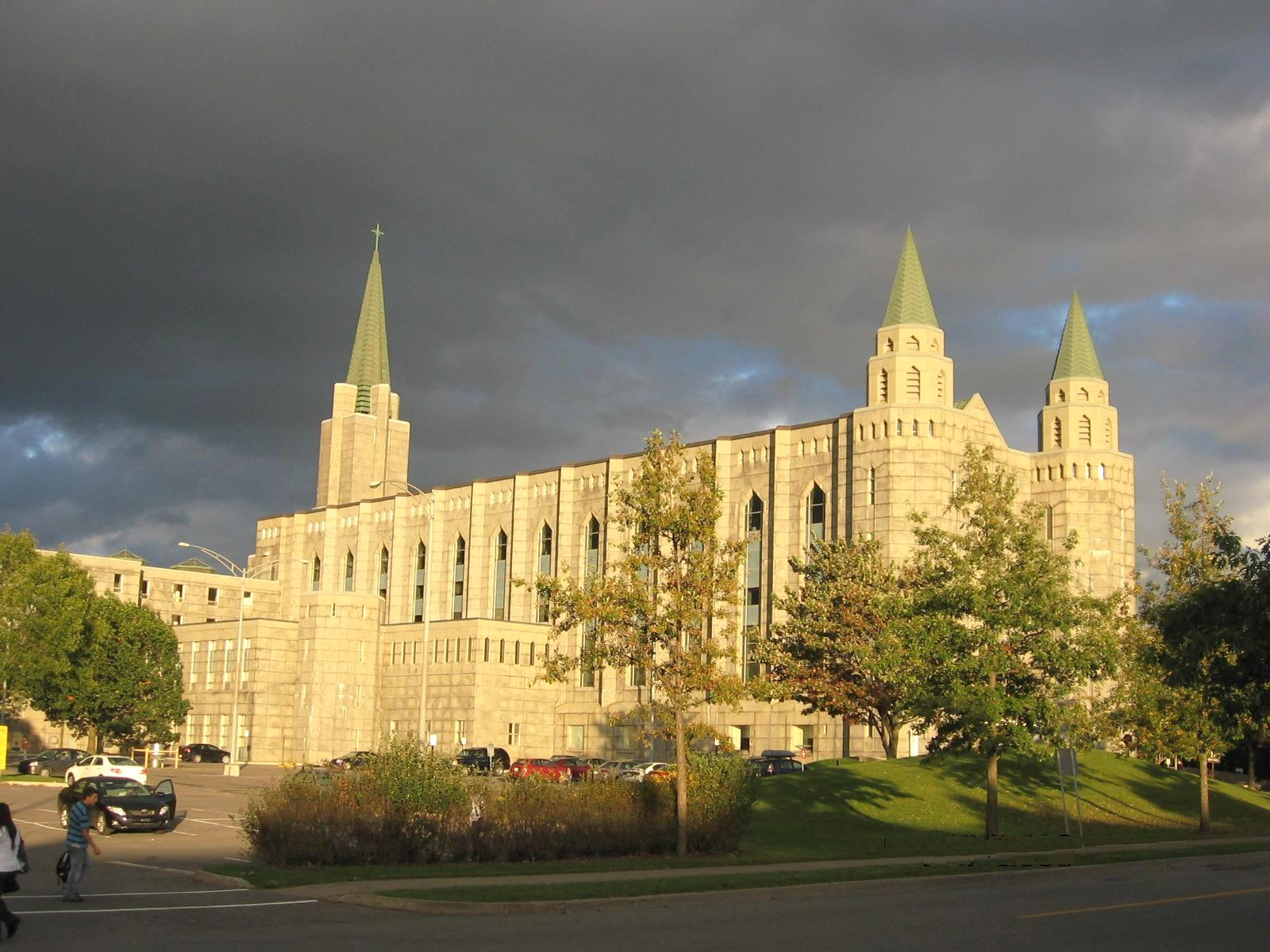
A Louis-Jacques-Casault pavilon

- Építészeti és Vizuális Művészeti Főiskola
- Geomatika és Erdőtudomány
- Irodalmi Kar
- Orvos- és Fogorvostudományi Kar
- Filozófiai Kar
- Zeneművészeti Egyetem
- Gyógyszerészeti Főiskola
- Közigazgatás-tudományi Kar (Vállalkozásigazgatás)
- Mezőgazdaság és élelmiszer
- Neveléstudomány
- Ápolónőiskola
- Társadalomtudományok
- Teológiai Kar
- Egyetemi könyvtár (könyvek, videók és filmek) és internet

## Személyiségek (válogatás)
- Roberto Andorno a Zürichi Egyetem bioetikusa
- Richard Beaulieu, okleveles testnevelő tanár és sporttudós
- Marie-Claire Blais (1939–2021), író
- Louis–Joseph–Napoléon Bruchési dogmatika professzor és Montréal érseke
- Alain Buogo a Térinformatikai és Földrajzi Információs Rendszerek (KOGIS) koordinációs vezetője, Svájc
- Auriélie Campana politológus
- Patricia Hewes Corry musical- és operaénekesnő
- Hamidou Dia filozófus és író
- Calixte Duguay költő és zenész
- François Faucher képzőművész
- Alexandre Gilbert fizikus és közgazdász
- Gustave Guillaume (1883–1960) egyetemi oktató, francia nyelvész
- Hélène Guilmette szoprán operaénekes
- Adalbert Gauthier Hamman a szentségi teológia professzora
- Kevin Hébert szociológus
- Michael Hengartner (* 1966) a Zürichi Egyetem rektora
- Theodor Heuss (1884–1963), a Német Szövetségi Köztársaság első elnöke, díszdoktor
- János luxemburgi nagyherceg (1921–2019
- Alain François de Krassny (* 1942) mérnök
- Christophe Lacroix az élelmiszer-biotechnológia professzora
- Eva Leonardi kommunikációtudós
- Claude Lévi-Strauss (1908–2009) etnológus és antropológus
- Clive Staples Lewis (1898–1963) író és irodalomtudós, az irodalom tiszteletbeli doktora
- Pauline Marois (1949) politikus, a québeci nemzetgyűlés tagja
- Jean Piché (1951) kanadai zeneszerző és videóművész
- Werner Ruhnau (1922–2015) építész; professzor a Laval Egyetemen
- Werner Schuessler (1955) filozófus
- Susanne Sehili nyelvész
- Elzéar-Alexandre Taschenreau (1820–1898) az első kanadai bíboros és a Laval Egyetem társalapítója
- Vincent Tran tam Tinh (1929), klasszikus régész
- Hans Wolff (1938), matematikus
- Georges M. Saad Abi Younes (1948), mexikói maronita püspök
- Alexandre Vachon (1885–1953) az egyetem rektora és Ottawa érseke

## Fordítás
- Ez a szócikk részben vagy egészben  az   Universität Laval című német Wikipédia-szócikk ezen változatának fordításán alapul.  Az eredeti cikk szerkesztőit annak laptörténete sorolja fel. Ez a jelzés csupán a megfogalmazás eredetét és a szerzői jogokat jelzi, nem szolgál a cikkben szereplő információk forrásmegjelöléseként.